# Wish You the Best
"Wish You the Best" is een nummer van de Britse singer-songwriter Lewis Capaldi uit 2023.

## Achtergrond
Het lied werd uitgebracht op 13 april 2023 als de derde single van Capaldi's tweede studioalbum Broken by Desire to Be Heavenly Sent. 
Het verhaal in de videoclip is gebaseerd op Greyfriars Bobby, een skye terriër uit het 19e-eeuwse Schotland die na de dood van zijn baasje nog 14 jaar lang het graf van zijn baasje bezocht. De hond werd gespeeld door Winnie, een Cairn Terrier, en de eigenaren werden gespeeld door acteurs David Bradley en Tom Lewis. De scène waarin Winnie een envelop in haar mond draagt, kostte tien dagen training om goed te krijgen.
Na de release van de video filmden mensen op TikTok hun reacties. De meesten raakten aan het einde van het liedje in tranen. Deze meme draagde bij aan de populariteit van het lied.

## Ontvangst
Het nummer behaalde, net als de twee vorige singles, de eerste plaats van de UK Singles Chart. Het was daarmee Capaldi's vijfde nummer 1-hit in het Verenigd Koninkrijk. Ook in Vlaanderen (16), Canada (19), Ierland (4) en Nederland (16) werd de top 20 behaald.

### NPO Radio 2 Top 2000
Wish You the Best stond in 2024 voor het eerst in de NPO Radio 2 Top 2000, op plek 1784.